# Комсомольское (город)
Комсомо́льское (укр. Комсомо́льське) / Ка́льмиусское (укр. Ка́льміуське) — город в Донецкой области Украины, административный центр номинально образованных Кальмиусской городской общины и Кальмиусского района. С 2014 года находится под контролем Донецкой Народной Республики, оставаясь с её точки зрения городом районного значения в Старобешевском районе под старым названием. Согласно законодательству Украины является временно оккупированной территорией.

## Географическое положение
Город расположен на реке Кальмиус.
Соседние населённые пункты по странам света
С: Береговое, Ребриково, Петровское, Подгорное, город Старобешево (все выше по течению Кальмиуса)
СЗ: Зерновое, Кипучая Криница, Родниково
СВ: Новокатериновка, Прохоровское, Шмидта, Ленинское
З: —
В: Войково, Колоски
ЮЗ: Раздольное, Василевка (оба ниже по течению Кальмиуса)
ЮВ: Новозарьевка, Воровское, Зелёное
Ю: Весёлое (ниже по течению Кальмиуса)

## История
Посёлок Каракубстрой был основан в 1933 году в связи со строительством рудников для добычи известняка. Название было взято от находящего южнее рудников села Большая Каракуба. 27 октября 1938 года Каракубстрой обрёл статус посёлка городского типа. В 1949 году получил название в честь комсомола.
Статус города присвоен в 1956 году.
В 1971 году численность населения составляла 15,8 тыс. человек, здесь вели добычу флюсовых известняков, действовали предприятия пищевой промышленности и индустриальный техникум.
По состоянию на начало 1991 года основой экономики города являлась добыча флюсовых известняков.
В мае 1995 года Кабинет министров Украины утвердил решение о приватизации находившегося здесь рудоуправления, в июле 1995 года было утверждено решение о приватизации хлебокомбината.
В 1997 году находившееся в городе ПТУ № 68 объединили с ПТУ № 79.
С 11 сентября 2014 года контролируется самопровозглашённой Донецкой Народной Республикой, а в последствии — Россией.
12 мая 2016 года Верховная Рада Украины присвоила городу название Кальмиусское в рамках кампании по декоммунизации на Украине. Ойконим Кальмиусское происходит от названия реки. Переименование не было признано властями самопровозглашённой ДНР.

## Экономика
Добыча флюсовых известняков (ОАО «Комсомольское рудоуправление»). Более 50 % трудоустроенного населения занято в промышленности.

## Транспорт
Железнодорожная станция Каракуба — конечная на ответвленной линии Кутейниково — Каракуба от магистральной линии Иловайск — Таганрог.

## Социальная сфера
- 3 детских сада
- 3 общеобразовательных школы
- Профессиональный машиностроительный лицей
- Индустриальный техникум (ул. Маяковского)
- Детская музыкальная школа (ул. Б. Хмельницкого)
- Дворец культуры
- Спорткомплекс «Атлант»
- Бассейн (ул. Набережная)
- Больница
- Поликлиника
- Профилакторий «Волна»
- Детский санаторий «Струмок» (рус."Ручеёк") ул. Набережная. С 2015 не функционирует, в связи с дислокацией на его территории штаба 1 Славянской Бригады.
- Музей Комсомольского рудоуправления и города Комсомольское

## Спорт
В городе находится стадион «Горняк», на котором в 1994 году провёл несколько домашних матчей в чемпионате Украины донецкий «Шахтёр». Также в Комсомольском базировался футбольный клуб «Металлург», в сезоне 1997—1998 годов выступавший во второй лиге Украины.

## Связь
На сегодняшний день лидерами комсомольского телеком-рынка являются операторы «Ситилайн», «Комтел» и "СТК.
Также в городе существуют ещё несколько провайдеров, которые предоставляют интернет: ЧП «Майков», ISP «Pautina» и кабельное телевидение.

## Население
Количество на начало года.
| Год  | Количество жителей |
| ---- | ------------------ |
| 1939 | 5511               |
| 1956 | 12900              |
| 1959 | 15428              |
| 1970 | 15698              |
| 1979 | 14665              |
| 1989 | 14112              |
| 1992 | 14100              |
| 1994 | 14000              |
| 1998 | 13300              |
| 2002 | 12813              |
| 2003 | 12616              |
| 2004 | 12518              |
| 2005 | 12471              |
| 2006 | 12360              |
| 2007 | 12245              |
| 2008 | 12128              |
| 2009 | 12069              |
| 2010 | 12001              |
| 2011 | 11909              |
| 2012 | 11882              |
| 2013 | 11763              |
| 2014 | 11672              |
| 2015 | 11603              |
| 2016 | 11587              |
| 2017 | 11582              |
| 2018 | 11522              |
| 2019 | 11499              |
| 2020 | 11469              |
| 2021 | 11447              |